# Принц Ямасіро но Ое
Принц Ямасіро но Ое (山背大兄王, やましろのおおえのおう, ямасіро-но-ое но о; ? — 30 грудня 643) — японський державний діяч 1-ї половини 7 століття періоду Асука, син принца Шьотоку, претендент на Імператорський престол.

## Короткі відомості
Принц Ямасіро но Ое народився у сім'ї принца-регента Шьотоку та його дружини Тодзіко но Іцураме, доньки міністра Соґа но Умако.
У 628 році після смерті Імператора-жінки Суйко між Ямасіро но Ое і принцом Тамурою розгорілася боротьба за трон. Останній, за підтримки впливового міністра Соґа но Емісі, здобув перемогу і зайняв престол під іменем Імператора Дзьомея.
У 643 році Ямасіро но Ое знову програв іншому претенденту на трон, Імператору Коґьоку, якого підтримували Соґа.
Незважаючи на поразку, Ямасіро но Ое залишався небезпечною політичною фігурою для його політичних опонентів. Тому в грудні 644 року син Соґа но Емісі, Соґа но Ірука, напав на садибу принца і змусив покінчити його самогубством.
За переказами тіло Ямасіро но Ое поховали в місцевості Оканохара, неподалік монастиря Хоріндзі біля Нари.